# Stefan Dziembowski

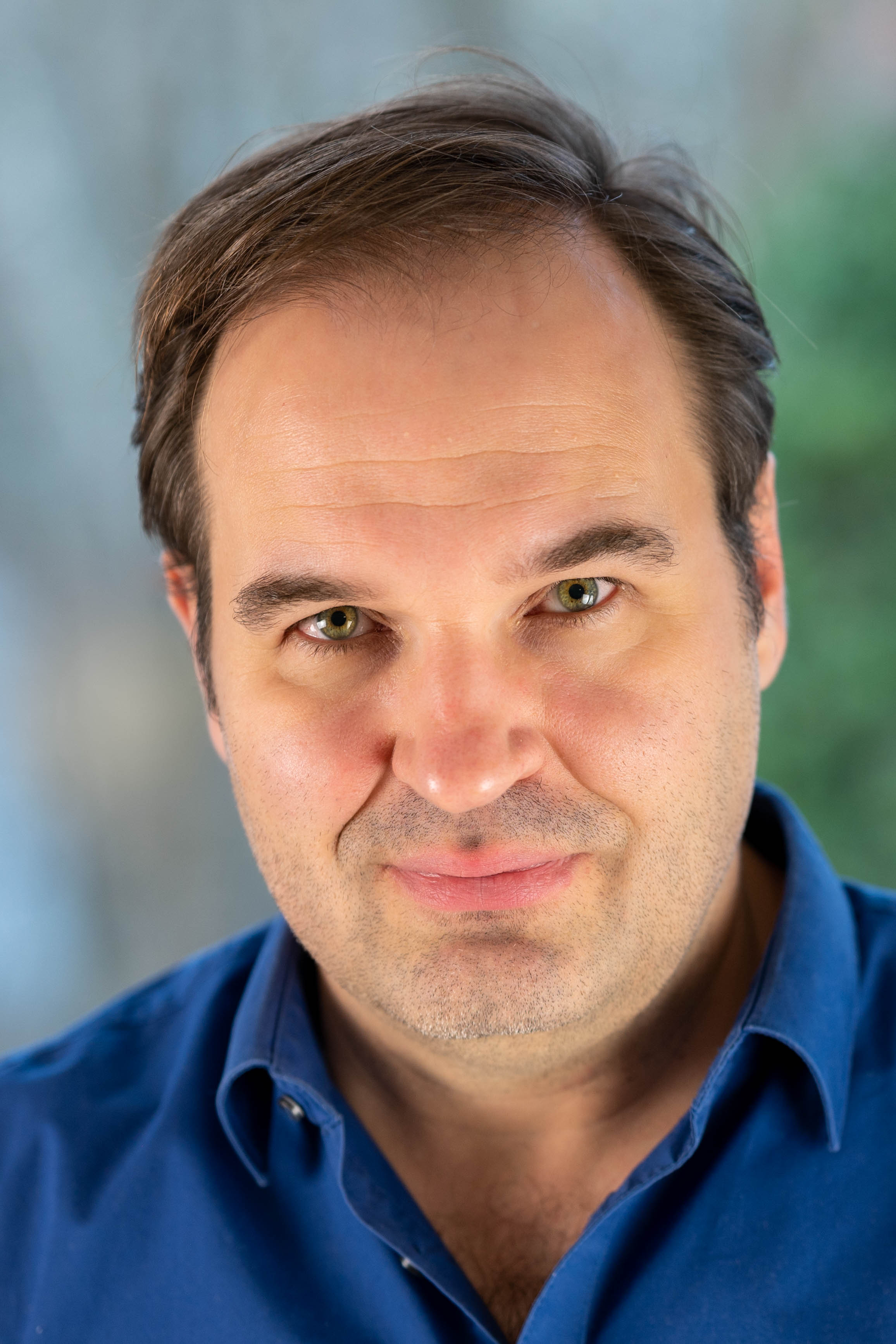
Stefan Dziembowski (2020)

Stefan Michał Dziembowski (* 1973) ist ein polnischer Computerwissenschaftler mit den Schwerpunkten Kryptografie, Blockchain-Technologie und Smart Contracts. Er lehrt an der Universität Warschau. Sein Großvater mütterlicherseits ist der polnische Logiker Stanisław Jaśkowski.

## Leben
Stefan Dziembowski studierte an der Universität Warschau. 1996 schloss er sein Studium mit einem Master auf Science ab. Anschließend war er Doktorand in der Kryptologie-Gruppe an der Universität Aarhus. Dort promovierte er 2001. Als Postdoc war er dann von März 2001 bis August 2002 Mitarbeiter der Information Security and Cryptography Research Group der ETH Zürich. Von Oktober 2002 bis November 2004 kehrte er als Assistenzprofessor an die Universität Warschau an den Fachbereich für Mathematik, Informatik und Mechanik zurück. Von Dezember 2004 bis September 2005 war er dann Assistenzprofessor des Mathematikinstituts der Polnischen Akademie der Wissenschaften und direkt im Anschluss bis zum Juni 2006 am Institut für Informatik und Telematik des Consiglio Nazionale delle Ricerche in Pisa. Daran schloss Stefan Dziembowski ab Juli 2006 eine Tätigkeit als Marie-Curie-Fellow, ab Januar 2008 als ricercatore (Assistenzprofessor) am Fachbereich für Computerwissenschaften der Universität La Sapienza in Rom an. Im Dezember 2010 kehrte er wiederum an die Warschauer Universität zurück, wo er bis zum Oktober 2013 als adiunkt naukowy tätig war. Dort habilitierte Stefan Dziembowski im Jahr 2012 und 2019 wurde er zum vollen Professor ernannt.

## Auszeichnungen
- 2016: Kazimierz Bartel Award[2]
- 2016: Silbermedaille anlässlich des 200-jährigen Jubiläums der Universität Warschau[2]
- 2020: Copernicus-Preis[2][2]
- 2020: Erster Grad der persönlichen Auszeichnung des Rektors der Universität Warschau[2]